# Берлу
Берлу (фр. Berlou) је насеље и општина у јужној Француској у региону Лангдок-Русијон, у департману Еро која припада префектури Безје.
По подацима из 2011. године у општини је живело 201 становника, а густина насељености је износила 17,72 становника/km². Општина се простире на површини од 11,34 km². Налази се на средњој надморској висини од 140 метара (максималној 680 m, а минималној 130 m).

## Демографија
| 1962. | 1968. | 1975. | 1982. | 1990. | 1999. | 2011. |
| ----- | ----- | ----- | ----- | ----- | ----- | ----- |
| 244   | 267   | 228   | 203   | 193   | 184   | 201   |

График промене броја становника у току последњих година